# (8776) Campestris
(8776) Campestris ist ein Asteroid des mittleren Hauptgürtels, der am 16. Oktober 1977 von dem niederländischen Astronomenehepaar Cornelis Johannes van Houten und Ingrid van Houten-Groeneveld entdeckt wurde. Die Entdeckung geschah im Rahmen der 3. Trojaner-Durchmusterung, bei der von Tom Gehrels mit dem 120-cm-Oschin-Schmidt-Teleskop des Palomar-Observatoriums aufgenommene Feldplatten an der Universität Leiden durchmustert wurden, 17 Jahre nach Beginn des Palomar-Leiden-Surveys.
Bei einer Untersuchung der Lichtkurve des Asteroiden 2009, 2015 und 2018 konnte diese nicht bestimmt werden. Der mittlere Durchmesser des Asteroiden wurde mit circa 10,5 Kilometern berechnet. Mit einer Albedo von 0,058 (±0,008) hat er eine sehr dunkle Oberfläche.
(8776) Campestris ist nach dem Brachpieper benannt, dessen wissenschaftlicher Name Anthus campestris lautet. Zum Zeitpunkt der Benennung des Asteroiden am 2. Februar 1999 befand sich der Brachpieper auf der niederländischen und der europäischen Roten Liste gefährdeter Vogelarten.